# Tártaros do Volga
Os Tártaros do Volga formam um dos grupos de povos turcos, a maioria dos quais ocupam a região central dos Montes Urais, junto ao rio Volga.

## Subgrupos

### Cazã (Qazan)
A maior parte dos Tártaros do Volga é composta por Tártaros de Cazã (Qazan), que são no Tartaristão (Rússia) a maioria da população.
Durante os séculos XI a XVI, muitas  tribos de povos turcos viviam onde hoje ficam a Rússia e o Cazaquistão. O atual território do Tartaristão era habitado pelos protobúlgaros do Volga, povo de origem incerta, mas considerado como de origem túrquica. Os protobúlgaros se assentaram  ao longo do Volga durante o século VIII e se converteram ao Islamismo em 922 na ação missionária de Ahmad ibn Fadlan. Nessa área do Volga, os Protobúlgaros se misturaram a povos falantes de línguas Citas e fino urálicas  Com a invasão Mongol da Europa em 1241, os Protobúlgaros do Volga foram derrotados, arruinados e incorporados ao Canato da Horda Dourada.
Muito pouco da população Tártara sobreviveu e a maioria deles migrou para territórios ao norte, tendo havido alguma miscigenação entre eles e os Tártaros quipchacos da Horda Dourada durante os períodos seguintes. O grupo como um todo aceitou a língua dos quipchacos e o etônimo "Tártaro"  (em borá o termo “Protobúlgaro” tenha persistido em alguns locais, em quanto os invasores iam se convertendo ao Islamismo. Dois séculos depois, com a desintegração da Horda, a área se tornou um território do Canato de Cazã, que foi por fim conquistado pela Rússia em 1552. Há ainda muita discussão entre especialistas acerca de quão extensa foi essa miscigenação e qual a real participação de cada grupo na genealogia dos Tártaros Cazã. É muito aceito, porém, que a maior parte da população descenda direta e demográficamente do Protobúlgaros. No entanto, alguns enfatizam a importante contribuição dos quipchacos na formação do grupo étnico e da língua, considerando que a etnogenética dos Tártaros atuais só se completou com  a presença quipchaca. Outros dão uma importância bem maior à origem Protobúlgara, preferindo decretar uma mais estreita relação entre Tártaros e Protobúlgaros, dizendo que mesmo que os Protobúlgaros do Volga não tenham conservado sua linguagem e o nome o grupo, suas antigas cultura e religião ainda se preservam. Os defensores dessa ideia alegam que houve muito pouco contato, pouca exposição com Mongóis e Túrquicos depois da conquista Protobúlgara no Volga, principalmente nas áreas ao norte que formam hoje o Tartaristão. Há ainda especialistas que insistem que a denominação de “Tártaro” seja modificada para “Protobúlgaro”, num movimento denominado "Protobulgarismo".

### Noqrat
São  cerca de 5 mil (dados de 2002) os Tártaros que vivem no Oblast de Kirov e no Tartaristão, falam um dialeto que tem muitas palavras do Kozla Mari e apresentam alguma miscigenação com o os Maris Fino-Ugrianos.

### Perm (Ostyak)
No Krai de Perm (Rússia) vivem cerca de 200 mil (dados 2002)Tártaros que se misturam com os “Komi Permyaks”, sendo chamados de “Tártatos Ostyak”, conforme o especialista Zakiev.

### Keräşen

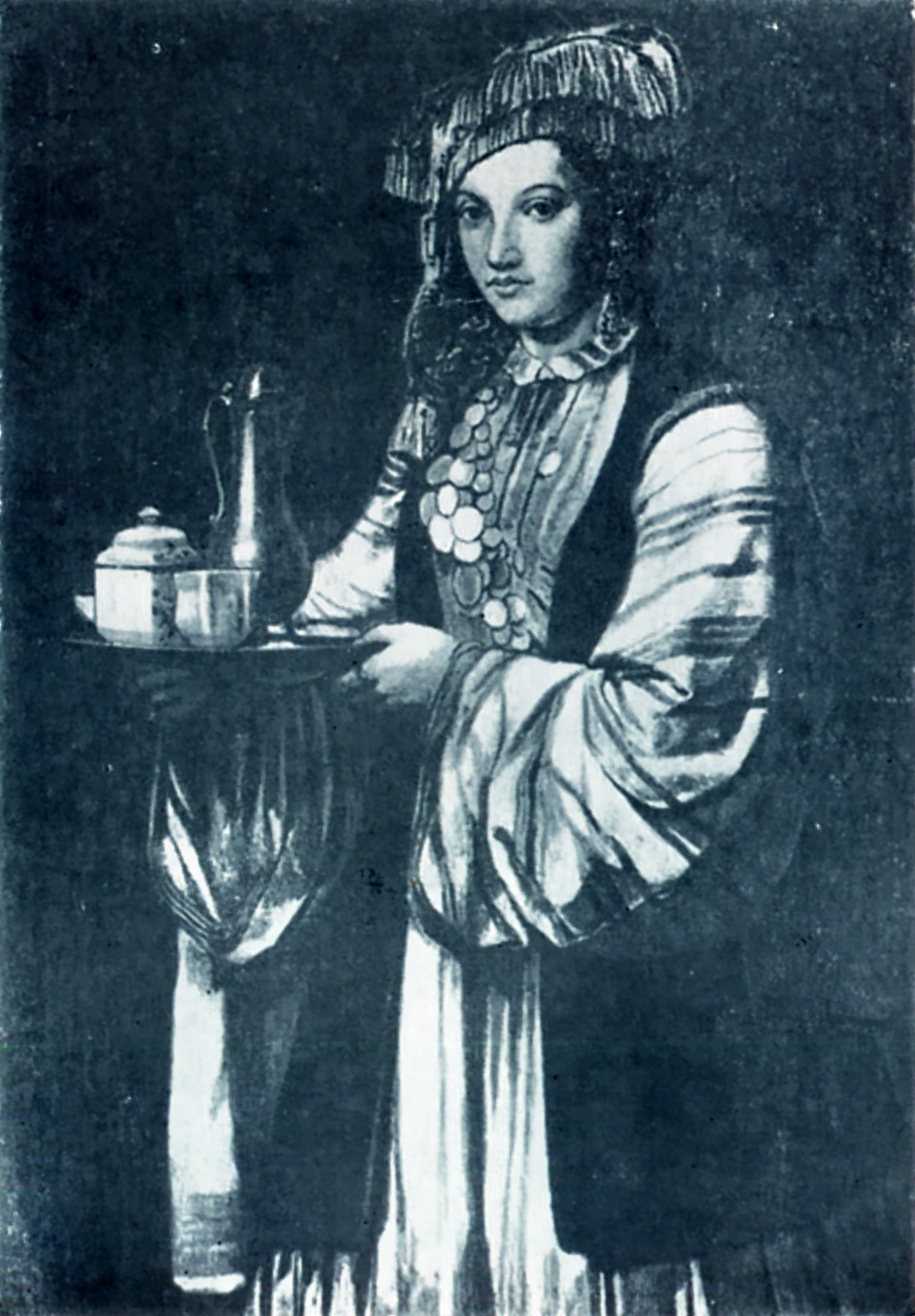
Mulher Tártara Kazan, 1Séc. XVIII

Muitos tártaros Cazã forem, forçados a se converter ao Cristianismo por Ivan IV da Rússia (“o terrível") durante o século XVI e mais tarde novamente, no século XVIII. Alguns especialistas defendem que os tártaros Keräşen descendam dos Suars e tenham sido convertidos ao Cristianismo pelos Armênios no século VI quando viveram no Cáucaso. Os Suars, assim como muitos grupos tribais, se converteram mais tarde ao Islamismo, se tornaram Tártaros Búlgaros e depois formaram os atuais povos Chuvaches (Cristão em sua maioria) e os Tártaros Cazã (maioria muçulmana).
Esses tártaros Keräşen vivem por todo o Tartaristão e tendem presentemente a se assimilar aos Chuvaches e Tártaros. Oitenta anos de domínio ateu por parte da União Soviética fez cair muito a fé religiosa de ambos os grupos (Cristãos e Muçulmanos). Nomes russos nos Tártaros “gera” (não nos Keräşen) permanecem como uma das poucas diferenças entre os grupos. Algumas tribos turcas cumanas da era da Horda Dourada se converteram ao Cristianismo nos séculos XIII e XIV (Nestorianismo). Algumas das suas orações que foram escritas conforme o Codex Cumanicus se parecem com as modernas orações religiosas Keräşen , mas nada parece confirmar relações entre os Cristãos Kumans e os atuais Keräşens.

### Nağaybäks
Os Nağaybäks são tártaros que tiveram o papel de Cossacos  (guardas de fronteiras)] e são de religião Ortodoxa Russa, vivem nos Montes Urais, na fronteira entre Rússia e Cazaquistão desde os séculos XVII e XVIII. A maior cidade Nağaybäk é Parizh, Rússia, nome originado de Paris, França, por causa da participação Nağaybäk nas Guerras Napoleônicas.

#### Populações
Em 1910 eram cerca de 500 mil os tártaros em Cazã. Desses, 15 mil eram de uma mesma raiz, tendo migrado para Ryazan na Rússia central (hoje na Rússia Europeia ou foram aprisionados e transferidos durante os séculos XVI e XVII para a Lituânia (Vilnius, Hrodna, Podólia). Cerca de 2 mil viveram em São Petersburgo onde trabalharam como cocheiros e garçons em restaurantes.
Tártaros do “Volga-Ural” são cerca de 7 milhões, principalmente na Rússia e em repúblicas da antiga União Soviética. A maioria, cerca de 2 milhões, fica Tataristão e nas regiões circunvizinhas, um bom número dos tártaros do Volga-Ural estão na Sibéria, Ásia Central e no Cáucaso. For a do Tartaristão, os tártaros urbanos têm o russo como primeira língua (em cidades como Moscou, São Petersburgo, Nizhniy Novgorod, Ufa, algumas dos Urais e oeste da Sibéria).

## Protobulgarismo
Protobulgarismo é um termo utilizado para defender a visão de os que os tártaros do Volga seriam descendentes primordialmente dos túrquicos protobúlgaros do Volga.
O ponto de vista contrário assume que a etnogênese dos tártaros foi completada com a chegada dos quipchacos, cumanos e mongóis.

## Diáspora

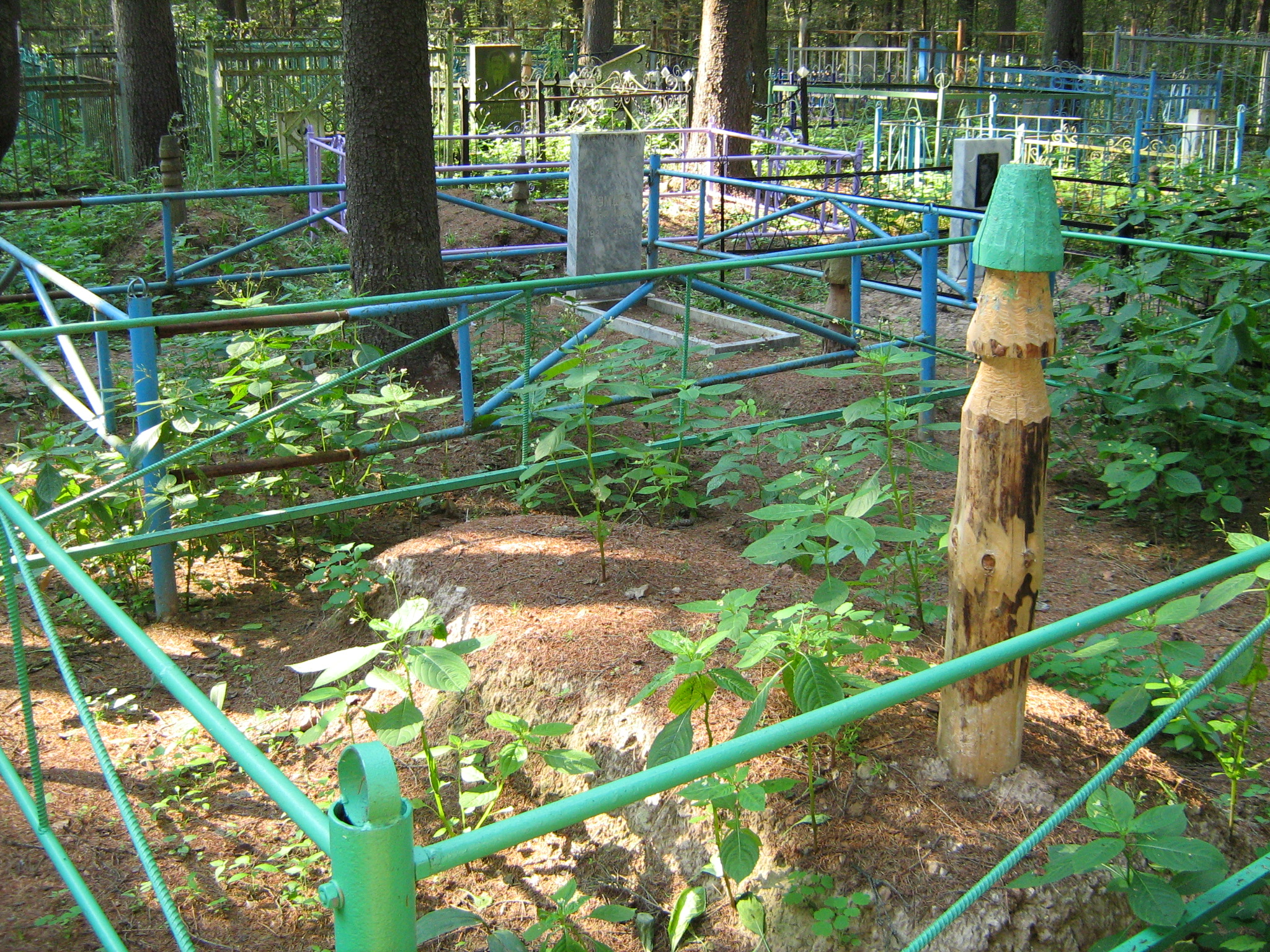
Cemitério Tártaro no Oblast de Níjni Novgorod

Locais onde vivem Tártaros do Volga:
- Ural e alto rio Kama (desde século XV) : Séc. XV —colonização, Sécs. XVI e XVII—reassentamento pelos Russos; Sécs XVII a XIX — explorando os Urais
- Oeste da Sibéria (desde o século XVI): séculos XVI e XVII —desde repressão russa depois da conquista do Canato de Cazã pelos russos; Século XIX — exploração do oeste da Sibéria; final do século XIX e primeira metade do século XX — industrialização, construção de ferrovia; anos 30 — repressões por Stalin; anos 70 a 90 — trabalhadores em petróleo.
- Moscou (desde século XVII): Tártaros feudais a serviço da Rússia, desde século XVIII em São Petersburgo
- Cazaquistão (desde século XVIII): sécs. XVIII e XIX — oficiais e soldados do exército russo; industrialização, anos 50 — assentamentos em ilhas ainda virgens; reimigração nos anos 90.
- Tártaros da Finlândia (desde 1804): (maioris de Mişärs) — Século XIX — Soldados e oficiais das forças Russa e outras.
- da Ásia Central (desde século XIX): Uzbequistão]], Turcomenistão, Tadjiquistão, Quirguistão para Xinjiang, ver Tártaros da China; século XIX — oficiais e soldados russos, negociantes, emigrantes por motivos religiosos; anos 20 e 30 século XX. Industrialização,, programa soviético e educação dos povos da Ásia Central; 1948, 1960 — auxílio a vítimas de terramotos e reconstrução em Ashgabat e em Tashkent. Reemigração nos anos 80.
- Cáucaso, em especial Azerbaijão (desde século XIX); trabalhadores em petróleo, negociantes de alimentos
- Brasil (século XIX): Com o fim do período colonial, após os movimentos abolicionistas, o Brasil estimulou a vinda de europeus ao país, principalmente italianos, alemães e eslavos. Entre esses eslavos, vieram tártaros que se dirigiram principalmente ao Paraná e ao Rio Grande do Sul.
- Norte da China (desde 1910) — construtores de ferrovias (anos 10) — reemigrados nos anos 50
- Sibéria do Leste (desde o século XIX) -  fazendeiros reassentados (XIX), construtores de ferrovias (anos 10, anos 80 — séc. XX), exilados pelo governo soviético nos anos 30.
- Alemanha e Áustria - 1914, 1941; prisioneiros de guerra, 1990s - emigração
- Turquia, Japão, Irã, China, Egito (até 1918); emigração
- Reino Unido, Estados Unidos, Austrália, Canadá, Argentina, México; (anos 20) retorno à Rússia vindos da Alemanha, Turquia, Japão, China e outros. Anos 50, prisioneiros de guerra da Alemanha, que não retornaram à União Soviética; anos 90, emigração após o fim da União Soviética.
- Sacalina, Kaliningrado, Bielorrússia, Ucrânia, Letônia, Estônia, Lituânia, Carélia, etc; 1944-45 construtores, militares da União Soviética
- Oblast de Murmansk, Krai de Khabarovsk, norte da Polônia e da Alemanha (1945–1990) — militares da União Soviética
- Israel — anos 90 (séc. XX): esposas e maridos de judeus